# Península de Txukotka

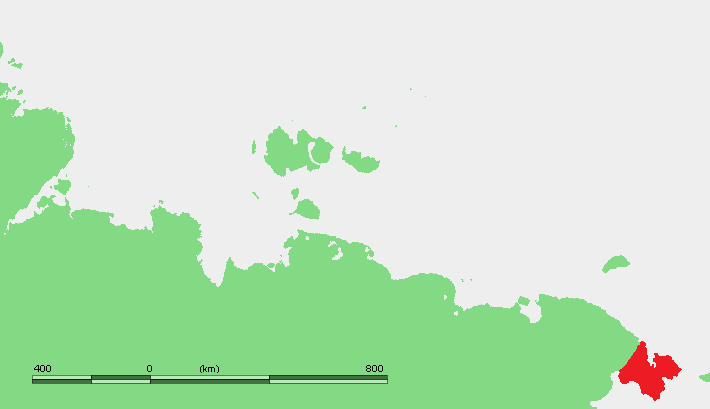
La península de Txukotka a l'extrem oriental de Sibèria

La península de Txukotka o península dels Txuktxis (en rus: Чуко́тский полуо́стров, Txukotski poluóstrov) és una península que es troba a l'extrem oriental d'Euràsia. La península està situada entre la mar dels Txuktxis, l'estret de Bering, el golf de l'Anàdir i la serralada d’Iskaten, que la separa del continent i en què es troba l’altitud més important de la península (1.508 m). A l'altra banda de l'estret de Bering, hi ha la península de Seward, a Amèrica, sent ambdues els extrems de l'estret de Bering.
La península és tradicionalment la llar de tribus dels pobles indígenes de Sibèria, així com d'uns quants colons russos. Es troba al llarg de la Ruta del Mar del Nord, o pas del nord-est. Les indústries de la península són la mineria (estany, plom, zinc, or i carbó), la caça i el trampeig, la cria de rens i la pesca.
A l'estret de Bering, aproximadament a mig camí entre la península i la península de Seward, hi ha les illes Diomedes força petites; l'oest és Big Diomede, Rússia i l'est és Little Diomede Island, Alaska. L'illa de Sant Llorenç, molt més gran, es troba a uns 50 km al sud-est del punt més al sud de la península.
El riu Eturerveyem desemboca a la badia de Kolyuchin a la península.

## Descripció

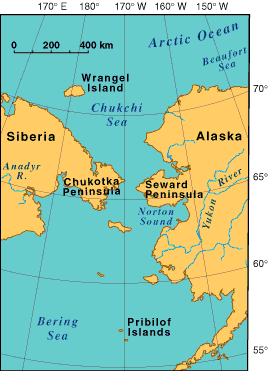
L'estret de Bering, entre la península de Txukotka i la península de Seward a Alaska

El seu punt més extrem és el cap Dejniov a la vora del nucli d'Uelén, un dels poquíssims llocs habitats de la zona. Al nord limita amb el mar dels Txuktxis i amb la mar de Bering al sud i amb l'estret de Bering a l'est. A la costa sud es troben els golfs de Lavrentija i Kresta.
La península forma part de l'Okrug autònom de Txukotka de la Federació Russa i es troba a la vora de la ruta marítima septentrional o "passatge del nord-est". Té una amplària d'uns 200 km i una superfície aproximada d'uns 50.000 km².
Cal no confondre la península de Txukotka, més petita, amb el Districte autònom de Txukotka que la inclou. Aquest fa uns 960 km d'oest a est. El seu límit occidental és una línia que va de la desembocadura del riu Txaun, a la badia Txàunskaia, al nord a la desembocadura del riu Anadir, al golf de l'Anadir, al sud.

## Població

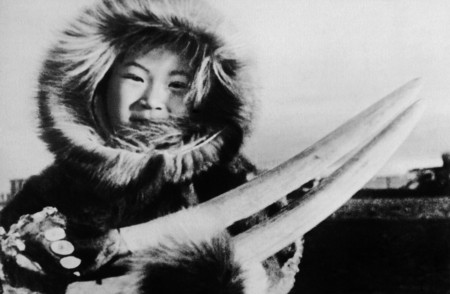
Dona dels yupik siberians mostrant uns ullals de morsa. Foto: Nabogatova

La península de Txukotka està molt poc poblada; és la terra tradicional dels txuktxis, i dels yupik siberians a les seves costes. Altres grups humans en són els sireniki, koriaks, txuvans, evens o lamuts, iukagirs i uns quants colons russos.
Entre les indústries de la zona cal destacar la mineria (estany, plom, zinc, or, i carbó). Les activitats tradicionals són la caça amb parany, la pesca, i el bestiar local són els rens.

## Geografia

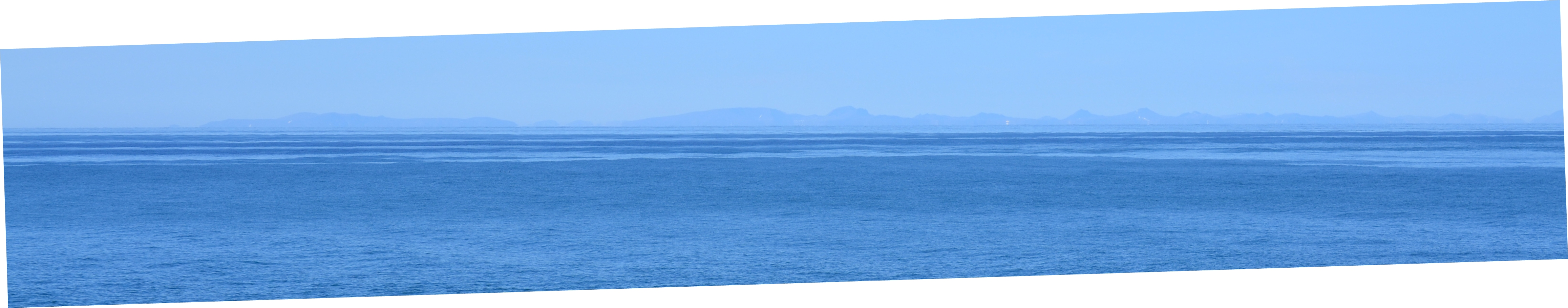
Panorama de les muntanyes de Txukotka, Rússia, vistes des de Gambell, Alaska. La distància és de més de 50 km.

De relleu muntanyós, el sector central supera els 300 m, mentre que al NE (serralada de Ten Kanyj) i al S (cims d’Ischodnaja i Kejni) se superen els 1.000 metres. Els rius són curts, i la costa és abrupta, amb diversos entrants: la badia de Koliutxin i els golfs de Lavrentija, Mečigmenskaja i Kresta. El clima és extremament fred, i els nuclis de població són gairebé inexistents. La població més important és Providénia, que el 2018 tenia 2.151 habitants.
Les serralades estan tallades per profundes valls dels rius de muntanya Chevtakan, Erguvey i Nunyamovam. Les altures més grans es limiten a l'anomenat aixecament de Siniavinski a la zona de la badia de Providence (Izhodnaya, 1194 m (segons altres fonts - 1887 m) - el punt més alt de la península de Txukotka). Les muntanyes cauen abruptament cap a la costa, formant una sèrie de cornises rocoses escarpades. Les terres baixes són rares i solen situar-se prop de grans llacunes.

### Clima
El clima és dur, a les costes i a l'interior, fortament continental. La durada de l'hivern és de fins a 10 mesos.
El permagel és omnipresent. Els taliks no travessants (fins a 30–40 m de gruix) només es troben al curs inferior dels grans rius i sota els llacs termocàrstics més grans. La temperatura de les roques gelades és, de mitjana, de −10 °C a les parts axials de les serralades i de -6 °C a les valls fluvials. En general, puja cap a la badia de Providence, que es deu a la influència de l'escalfament de l'oceà Pacífic. El gruix del permagel també varia des dels 500–700 m a les parts més altes de les crestes fins als 200–300 m a les valls de la part interior de la península de Txukotka, lluny del mar.

## Història
L'any 1648 Semion Dejniov i Fedot Alekséievitx Popov van liderar una expedició, d'entre 90 i 105 homes, que partint de la desembocadura del riu Kolimà va arribar a la desembocadura del riu Anàdir. A bord de set kotxs, petites naus cosaques aptes per a navegar sobre la banquisa, van trigar deu setmanes de navegació per arribar a l'estuari de l'Anàdir després de vorejar completament la península dels Txuktxis. Aquesta expedició va descobrir que Àsia no estava unida per terra amb Alaska.
La península va ser batejada l'any 1728 per V. Bering en honor a la població local: els txuktxis, que vivien principalment a Txukotka.

## Flora i fauna
El territori de la península de Txukotka està totalment situat a la zona de la tundra. No hi ha boscos a tot arreu. La vegetació està representada pel salix arctica, el Bedoll nan, la Cassiope tetragona, el Nabiu uliginós, la drias, i la boixerola alpina, la seva alçada oscil·la entre els 5 i els 20 cm. A les valls fluvials creixen arbusts de planes inundables formats per uns quants tipus de salzes, verns i bedolls nans. La flora de molses i líquens està àmpliament representada, molts dels quals són poc freqüents.
Nombroses colònies d'ocells són comunes a les costes rocoses del mar, on fan el niu de cepphus, el fraret banyut, el guillemot, el fraret crestat, el corb marí pelàgic i gavines. A la tundra hi ha l'oca pradenca de la tundra de Sibèria oriental, l'oca riallera grossa, l'oca de collar de Sibèria oriental, la gavia, la grua del Canadà, l'ocell limícola, el territ pectoral de cara blanca i altres espècies. El duc blanc, la perdiu boreal, la cuereta groga americana i el numenius de Sibèria oriental nien a elevacions més altes.